# Список эпизодов телесериала «Чак»
Список серий американского телесериала «Чак», который транслировался телеканалом NBC с 24 сентября 2007 года по 27 января 2012 года. Сериал насчитывает пять сезонов и девяносто один эпизод в общей сложности.
Чак Бартовски (Закари Ливай) — главный герой сериала, милый, добрый, умный парень, потерявшийся в жизни после исключения из Стэнфордского университета и предательства любимой девушки Джилл Робертс (Джордана Брюстер). Чак работает в Бёрбанковском отделении сети магазинов «Купи больше» и живёт со старшей сестрой Элли (Сара Ланкастер) и её парнем Девоном (Райан Макпартлин). Среди его коллег верный друг детства Морган Граймс (Джошуа Гомес), его сексапильная подружка Анна Ву (Джулия Линг), парочка авантюристов и по совместительству музыкантов Джефф (Скотт Крински) и Лестер (Вик Сахай), а также менеджер магазина Большой Майк (Марк Кристофер Лоуренс). В ночь своего дня рождения Чак получает электронное письмо от своего бывшего лучшего друга из Стэнфорда Брайса Ларкина (Мэтт Бомер). Когда Чак открывает это письмо, в его мозг посредством серии закодированных изображений загружается правительственный супер-компьютер под названием Интерсект. После этого жизнь Чака кардинально меняется. Он, как носитель Интерсекта, должен работать на правительство, появляются агент ЦРУ Сара Уолкер (Ивонн Страховски) и майор АНБ Джон Кейси (Адам Болдуин), приставленные к нему, чтобы защищать.

## Обзор сезонов
| Сезон | Сезон | Эпизоды | Оригинальная дата показа | Оригинальная дата показа |
| Сезон | Сезон | Эпизоды | Премьера сезона          | Финал сезона             |
| ----- | ----- | ------- | ------------------------ | ------------------------ |
|       | 1     | 13      | 24 сентября 2007         | 24 января 2008           |
|       | 2     | 22      | 29 сентября 2008         | 27 апреля 2009           |
|       | 3     | 19      | 10 января 2010           | 24 мая 2010              |
|       | 4     | 24      | 20 сентября 2010         | 16 мая 2011              |
|       | 5     | 13      | 28 октября 2011          | 27 января 2012           |

## Список серий

### Сезон 1 (2007-08)
| № общий | № в сезоне | Название                                                               | Режиссёр             | Автор сценария                  | Дата премьеры    | Произв. код | Зрители в США (млн) |
| ------- | ---------- | ---------------------------------------------------------------------- | -------------------- | ------------------------------- | ---------------- | ----------- | ------------------- |
| 1       | 1          | «Чак против Интерсекта» «Chuck Versus the Intersect»                   | Макджи               | Джош Шварц и Крис Федак         | 24 сентября 2007 | 276025      | 9,21                |
| 2       | 2          | «Чак против Вертолёта» «Chuck Versus the Helicopter»                   | Роберт Данкан МакНил | Джош Шварц и Крис Федак         | 1 октября 2007   | 3T6451      | 8,39                |
| 3       | 3          | «Чак против Танго» «Chuck Versus the Tango»                            | Джейсон Эйслер       | Мэттью Миллер                   | 8 октября 2007   | 3T6452      | 7,21                |
| 4       | 4          | «Чак против Вуки» «Chuck Versus the Wookiee»                           | Алан Крокер          | Эллисон Эдлер                   | 15 октября 2007  | 3T6454      | 8,36                |
| 5       | 5          | «Чак против Шипящих Креветок» «Chuck Versus the Sizzling Shrimp»       | Дэвид Соломон        | Скотт Розенбаум                 | 22 октября 2007  | 3T6453      | 7,22                |
| 6       | 6          | «Чак против Песчаного Червя» «Chuck Versus the Sandworm»               | Роберт Данкан МакНил | Фил Клеммер                     | 29 октября 2007  | 3T6455      | 7,65                |
| 7       | 7          | «Чак против Альма-матер» «Chuck Versus the Alma Mater»                 | Патрик Норрис        | Энн Кофелл Сандерс              | 5 ноября 2007    | 3T6456      | 7,65                |
| 8       | 8          | «Чак против Правды» «Chuck Versus the Truth»                           | Роберт Данкан МакНил | Эллисон Адлер                   | 12 ноября 2007   | 3T6457      | 7,56                |
| 9       | 9          | «Чак против Салями» «Chuck Versus the Imported Hard Salami»            | Джейсон Энслер       | Скотт Розембаум и Мэттью Миллер | 19 ноября 2007   | 3T6458      | 7,79                |
| 10      | 10         | «Чак против Возмездия» «Chuck Versus the Nemesis»                      | Эллисон Лидди-Браун  | Крис Федак                      | 25 ноября 2007   | 3T6459      | 8,42                |
| 11      | 11         | «Чак против Краун Виктории» «Chuck Versus the Crown Vic»               | Крис Фишер           | Зев Бороу                       | 3 декабря 2007   | 3T6460      | 8,41                |
| 12      | 12         | «Чак против Любовного приключения» «Chuck Versus the Undercover Lover» | Фред Туа             | Фил Клеммер                     | 24 января 2008   | 3T6461      | 6,88                |
| 13      | 13         | «Чак против Марлина» «Chuck Versus the Marlin»                         | Алан Крокер          | Мэттью Лоу                      | 24 января 2008   | 3T6462      | 7,02                |

### Сезон 2 (2008-09)
| № общий | № в сезоне | Название                                                          | Режиссёр             | Автор сценария                  | Дата премьеры    | Произв. код | Зрители в США (млн) |
| ------- | ---------- | ----------------------------------------------------------------- | -------------------- | ------------------------------- | ---------------- | ----------- | ------------------- |
| 14      | 1          | «Чак против Первого свидания» «Chuck Versus the First Date»       | Джейсон Энслер       | Джош Шварц и Крис Федак         | 29 сентября 2008 | 3T7251      | 6,83                |
| 15      | 2          | «Чак против Соблазнения» «Chuck Versus the Seduction»             | Алан Крокер          | Мэттью Миллер                   | 6 октября 2008   | 3T7252      | 5,83                |
| 16      | 3          | «Чак против Разрыва» «Chuck Versus the Break-Up»                  | Роберт Данкан МакНил | Скотт Розенбаум                 | 13 октября 2008  | 3T7253      | 6,17                |
| 17      | 4          | «Чак против "Пум"» «Chuck Versus the Cougars»                     | Патрик Норрис        | Эллисон Адлер                   | 20 октября 2008  | 3T7254      | 6,87                |
| 18      | 5          | «Чак против Тома Сойера» «Chuck Versus Tom Sawyer»                | Норман Бакли         | Фил Клеммер                     | 27 октября 2008  | 3T7255      | 6,69                |
| 19      | 6          | «Чак против Бывшей» «Chuck Versus the Ex»                         | Джей Чандрашекхар    | Зев Бороу                       | 10 ноября 2008   | 3T7256      | 6,33                |
| 20      | 7          | «Чак против Полной дамы» «Chuck Versus the Fat Lady»              | Джеффри Хант         | Мэттью Лоу                      | 17 ноября 2008   | 3T7257      | 6,88                |
| 21      | 8          | «Чак против Гравитрона» «Chuck Versus the Gravitron»              | Эллисон Лидди-Браун  | Крис Федак                      | 24 ноября 2008   | 3T7258      | 6,53                |
| 22      | 9          | «Чак против Сэнсэя» «Chuck Versus the Sensei»                     | Джонас Пэйт          | Энн Кофелл Сандерс              | 1 декабря 2008   | 3T7259      | 7,33                |
| 23      | 10         | «Чак против ДэЛореан» «Chuck Versus the DeLorean»                 | Кен Уиттингем        | Мэттью Миллер                   | 8 декабря 2008   | 3T7260      | 6,93                |
| 24      | 11         | «Чак против Санта Клауса» «Chuck Versus Santa Claus»              | Роберт Данкан МакНил | Скотт Розенбаум                 | 15 декабря 2008  | 3T7261      | 7,66                |
| 25      | 12         | «Чак против 3D» «Chuck Versus the Third Dimension»                | Роберт Данкан МакНил | Крис Федак                      | 2 февраля 2009   | 3T7263      | 8,45                |
| 26      | 13         | «Чак против Пригорода» «Chuck Versus the Suburbs»                 | Джей Чандрашекхар    | Фил Клеммер                     | 16 февраля 2009  | 3T7264      | 6,83                |
| 27      | 14         | «Чак против Лучшего друга» «Chuck Versus the Best Friend»         | Питер Лоэр           | Эллисон Адлер                   | 23 февраля 2009  | 3T7262      | 6,59                |
| 28      | 15         | «Чак против Качка» «Chuck Versus the Beefcake»                    | Патрик Норрис        | Мэттью Миллер и Скотт Розенбаум | 2 марта 2009     | 3T7265      | 6,65                |
| 29      | 16         | «Чак против Смертельного оружия» «Chuck Versus the Lethal Weapon» | Алан Крокер          | Зев Бороу и Мэттью Лоу          | 9 марта 2009     | 3T7266      | 5,79                |
| 30      | 17         | «Чак против Хищника» «Chuck Versus the Predator»                  | Джеримайя С. Чечик   | Крис Федак                      | 23 марта 2009    | 3T7267      | 6,15                |
| 31      | 18         | «Чак против Разбитого сердца» «Chuck Versus the Broken Heart»     | Кевин Брэй           | Эллисон Адлер                   | 30 марта 2009    | 3T7268      | 5,72                |
| 32      | 19         | «Чак против Работы своей мечты» «Chuck Versus the Dream Job»      | Роберт Данкан МакНил | Фил Клеммер и Кори Никерсон     | 6 апреля 2009    | 3T7269      | 6,09                |
| 33      | 20         | «Чак против Первого убийства» «Chuck Versus the First Kill»       | Норман Бакли         | Скотт Розенбаум                 | 13 апреля 2009   | 3T7270      | 6,21                |
| 34      | 21         | «Чак против Полковника» «Chuck Versus the Colonel»                | Питер Лоэр           | Мэттью Миллер                   | 20 апреля 2009   | 3T7271      | 6,11                |
| 35      | 22         | «Чак против Кольца: Часть первая» «Chuck Versus the Ring: Part I» | Роберт Данкан МакНил | Крис Федак и Эллисон Адлер      | 27 апреля 2009   | 3T7272      | 6,19                |

### Сезон 3 (2010)
| № общий | № в сезоне | Название                                                               | Режиссёр               | Автор сценария                  | Дата премьеры  | Произв. код | Зрители в США (млн) |
| ------- | ---------- | ---------------------------------------------------------------------- | ---------------------- | ------------------------------- | -------------- | ----------- | ------------------- |
| 36      | 1          | «Чак против Уведомления об Увольнении» «Chuck Versus the Pink Slip»    | Роберт Данкан МакНил   | Крис Федак и Мэтт Миллер        | 10 января 2010 | 3X5801      | 7,70                |
| 37      | 2          | «Чак против Трёх Слов» «Chuck Versus the Three Words»                  | Питер Лоэр             | Эллисон Адлер и Скотт Розенбаум | 10 января 2010 | 3X5802      | 7,19                |
| 38      | 3          | «Чак против Ангела дэ ла Муэрте» «Chuck Versus the Angel de la Muerte» | Джеримайя С. Чечик     | Фил Клеммер                     | 1 января 2010  | 3X5803      | 7,35                |
| 39      | 4          | «Чак против Операции „Великолепный“» «Chuck Versus Operation Awesome»  | Роберт Данкан МакНил   | Зев Бороу                       | 17 января 2010 | 3X5804      | 6,65                |
| 40      | 5          | «Чак против Первого класса» «Chuck Versus First Class»                 | Фред Туа               | Крис Федак                      | 24 января 2010 | 3X5805      | 6,97                |
| 41      | 6          | «Чак против Начо-ассорти» «Chuck Versus the Nacho Sampler»             | Аллен Крокер           | Мэтт Миллер и Скотт Розенбаум   | 31 января 2010 | 3X5806      | 6,73                |
| 42      | 7          | «Чак против Маски» «Chuck Versus the Mask»                             | Майкл Шульц            | Фил Клеммер                     | 8 февраля 2010 | 3X5807      | 6,59                |
| 43      | 8          | «Чак против Фальшивого Имени» «Chuck Versus the Fake Name»             | Джеримайя С. Чечик     | Эллисон Адлер                   | 1 марта 2010   | 3X5808      | 6,70                |
| 44      | 9          | «Чак против Бородача» «Chuck Versus the Beard»                         | Закари Ливай           | Скотт Розенбаум                 | 8 марта 2010   | 3X5809      | 6,36                |
| 45      | 10         | «Чак против Тик-така» «Chuck Versus the Tic Tac»                       | Патрик Норрис          | Рэйф Джудкинс и Лорен ЛеФранк   | 15 марта 2010  | 3X5810      | 5,84                |
| 46      | 11         | «Chuck Versus the Final Exam» «Chuck Versus the Final Exam»            | Роберт Данкан МакНил   | Зев Бороу                       | 22 марта 2010  | 3X5811      | 5,46                |
| 47      | 12         | «Чак против Героя Америки» «Chuck Versus the American Hero»            | Джеримайя С. Чечик     | Мэтт Миллер и Фил Клеммер       | 29 марта 2010  | 3X5812      | 5,67                |
| 48      | 13         | «Чак против Соперника» «Chuck Versus the Other Guy»                    | Питер Лойер            | Крис Федак                      | 5 апреля 2010  | 3X5813      | 5,79                |
| 49      | 14         | «Чак против Медового Месяца» «Chuck Versus the Honeymooners»           | Роберт Данкан МакНил   | Рэйф Джудкинс и Лорен ЛеФранк   | 26 апреля 2010 | 3X5814      | 5,78                |
| 50      | 15         | «Чак против Образцов для Подражания» «Chuck Versus the Role Models»    | Фред Туа               | Фил Клеммер                     | 3 мая 2010     | 3X5815      | 5,34                |
| 51      | 16         | «Чак против Зуба» «Chuck Versus the Tooth»                             | Дэйзи фон Шерлер Майер | Зев Бороу и Макс Денби          | 10 мая 2010    | 3X5816      | 5,33                |
| 52      | 17         | «Чак против Живого Мертвеца» «Chuck Versus the Living Dead»            | Джей Чандрашекхар      | Лорен ЛеФранк и Рэйф Джудкинс   | 17 мая 2010    | 3X5817      | 5,20                |
| 53      | 18         | «Чак против Метро» «Chuck Versus the Subway»                           | Мэтт Шекман            | Эллисон Адлер и Фил Клеммер     | 24 мая 2010    | 3X5818      | 4,96                |
| 54      | 19         | «Чак против Кольца: Часть вторая» «Chuck Versus the Ring: Part II»     | Роберт Данкан МакНил   | Джош Шварц и Крис Федак         | 24 мая 2010    | 3X5819      | 5,16                |

### Сезон 4 (2010-11)
| № общий | № в сезоне | Название                                                                       | Режиссёр             | Автор сценария                         | Дата премьеры    | Произв. код | Зрители в США (млн) |
| ------- | ---------- | ------------------------------------------------------------------------------ | -------------------- | -------------------------------------- | ---------------- | ----------- | ------------------- |
| 55      | 1          | «Чак против Годовщины» «Chuck Versus the Anniversary»                          | Роберт Данкан МакНил | Крис Федак                             | 20 сентября 2010 | 3X6301      | 5,79                |
| 56      | 2          | «Чак против Чемодана» «Chuck Versus the Suitcase»                              | Гейл Манкаса         | Рэйф Джудкинс и Лорен ЛеФранк          | 27 сентября 2010 | 3X6302      | 5,37                |
| 57      | 3          | «Чак против Фианита» «Chuck Versus the Cubic Z»                                | Норман Бакли         | Николас Уоттон                         | 4 октября 2010   | 3X6303      | 5,38                |
| 58      | 4          | «Чак против Французского переворота» «'Chuck Versus the Coup d'Etat'»          | Роберт Данкан МакНил | Кристин Ньюман                         | 11 октября 2010  | 3X6304      | 5,33                |
| 59      | 5          | «Чак против Ступора» «Chuck Versus the Couch Lock»                             | Майкл Шварц          | Генри Алонсо Майерс                    | 18 октября 2010  | 3X6305      | 5,23                |
| 60      | 6          | «Чак против Обители ужаса» «Chuck Versus the Aisle of Terror»                  | Джон Стюарт Скотт    | Крэйг ДиГрегорио                       | 25 октября 2010  | 3X6306      | 5,45                |
| 61      | 7          | «Чак против Первой ссоры» «Chuck Versus the First Fight»                       | Аллан Крокер         | Рэйф Джудкинс и Лорен ЛеФранк          | 1 ноября 2010    | 3X6307      | 5,47                |
| 62      | 8          | «Чак против Страха смерти» «Chuck Versus the Fear of Death»                    | Роберт Данкан МакНил | Николас Уоттон                         | 15 ноября 2010   | 3X6308      | 5,43                |
| 63      | 9          | «Чак против Третьей фазы» «Chuck Versus Phase Three»                           | Антон Кроппер        | Кристин Ньюман                         | 22 ноября 2010   | 3X6309      | 4,80                |
| 64      | 10         | «Чак против Объедков» «Chuck Versus the Leftovers»                             | Закари Ливай         | Генри Алонсо Майерс                    | 29 ноября 2010   | 3X6310      | 6,17                |
| 65      | 11         | «Чак против Балкончика» «Chuck Versus the Balcony»                             | Джей Чандрашекхар    | Макс Денби                             | 17 января 2011   | 3X6311      | 5,97                |
| 66      | 12         | «Чак против Гобблера» «Chuck Versus the Gobbler»                               | Милан Чейлов         | Крейг ДиГрегорио                       | 24 января 2011   | 3X6312      | 6,06                |
| 67      | 13         | «Чак против Музыки для Родов» «Chuck Versus the Push Mix»                      | Питер Лоэр           | Рэйф Джудкинс и Лорен ЛеФранк          | 31 января 2011   | 3X6313      | 5,57                |
| 68      | 14         | «Чак против Невыполнимого Соблазнения» «Chuck Versus the Seduction Impossible» | Патрик Норрис        | Крис Федак и Кристин Ньюман            | 7 февраля 2011   | 3X6314      | 5,41                |
| 69      | 15         | «Чак против Отряда Кошек» «Chuck Versus the Cat Squad»                         | Пол Маркс            | Николас Уоттон                         | 14 февраля 2011  | 3X6315      | 5,47                |
| 70      | 16         | «Чак против Маскарада» «Chuck Versus the Masquerade»                           | Патрик Норрис        | Рэйф Джудкинс и Лорен ЛеФранк          | 21 февраля 2011  | 3X6316      | 5,48                |
| 71      | 17         | «Чак против Первого Банка Зла» «Chuck Versus the First Bank of Evil»           | Фред Туа             | Генри Алонсо Майерс и Крейг ДиГрегорио | 28 февраля 2011  | 3X6317      | 5,35                |
| 72      | 18         | «Чак против Команды А» «Chuck Versus the A-Team»                               | Кевин Мок            | Фил Клеммер                            | 14 марта 2011    | 3X6318      | 4,92                |
| 73      | 19         | «Чак против Убиийства» «Chuck Versus the Muuurder»                             | Аллан Крокер         | Алекс Кэтснельсон и Кристин Ньюман     | 21 марта 2011    | 3X6319      | 4,23                |
| 74      | 20         | «Чак против Семьи Волковых» «Chuck Versus the Family Volkoff»                  | Роберт Данкан МакНил | Аманда Кейт Шуман и Николас Уоттон     | 11 апреля 2011   | 3X6320      | 4,03                |
| 75      | 21         | «Чак против Организатора Свадеб» «Chuck Versus the Wedding Planner»            | Антон Кроппер        | Рэйф Джудкинс и Лорен ЛеФранк          | 18 апреля 2011   | 3X6321      | 4,22                |
| 76      | 22         | «Чак против Агента Х» «Chuck Versus Agent X»                                   | Роберт Данкан МакНил | Фил Клеммер и Крейг ДиГрегорио         | 2 мая 2011       | 3X6322      | 4,10                |
| 77      | 23         | «Чак против Последних Деталей» «Chuck Versus the Last Details»                 | Питер Лоэр           | Генри Алонсо Маерс и Кристин Ньюман    | 9 мая 2011       | 3X6323      | 4,10                |
| 78      | 24         | «Чак против Клиффхэнгера» «Chuck Versus the Cliffhanger»                       | Роберт Данкан МакНил | Крис Федак и Николас Уоттон            | 16 мая 2011      | 3X6324      | 4,53                |

### Сезон 5 (2011-12)
| № общий | № в сезоне | Название                                                          | Режиссёр             | Автор сценария                 | Дата премьеры   | Произв. код | Зрители в США (млн) |
| ------- | ---------- | ----------------------------------------------------------------- | -------------------- | ------------------------------ | --------------- | ----------- | ------------------- |
| 79      | 1          | «Чак против Зума» «Chuck Versus the Zoom»                         | Роберт Данкан МакНил | Крис Федак и Николас Уоттон    | 28 октября 2011 | 3X6751      | 3,42                |
| 80      | 2          | «Чак против Бородатаго бандита» «Chuck Versus the Bearded Bandit» | Патрик Норрис        | Лорен ЛеФранк и Рэйф Джудкинс  | 4 ноября 2011   | 3X6752      | 3,08                |
| 81      | 3          | «Чак против Чаевых» «Chuck Versus the Frosted Tips»               | Пол Маркс            | Фил Клеммер                    | 11 ноября 2011  | 3X6753      | 3,13                |
| 82      | 4          | «Чак против Бизнес поездки» «Chuck Versus the Business Trip»      | Аллан Крокер         | Кристин Ньюман                 | 18 ноября 2011  | 3X6754      | 3,11                |
| 83      | 5          | «Чак против Взлома» «Chuck Versus the Hack Off»                   | Закари Ливай         | Крейг ДиГрегорио               | 9 декабря 2011  | 3X6755      | 3,66                |
| 84      | 6          | «Чак против Проклятия» «Chuck Versus the Curse»                   | Майкл Шульц          | Алекс Катснельсон              | 16 декабря 2011 | 3X6756      | 3,22                |
| 85      | 7          | «Чак против Костюма Санты» «Chuck Versus the Santa Suit»          | Питер Лоэр           | Аманда Кейт Шуман              | 23 декабря 2011 | 3X6757      | 3,42                |
| 86      | 8          | «Чак против Ребёнка» «Chuck Versus the Baby»                      | Мэтт Барбер          | Рэйф Дженкинс и Лорен ЛеФранк  | 30 декабря 2011 | 3X6758      | 3,18                |
| 87      | 9          | «Чак против Обманутого мужчины» «Chuck Versus the Kept Man»       | Фред Туа             | Крейг ДиГригорио и Фил Клеммер | 6 января 2012   | 3X6759      | 3,26                |
| 88      | 10         | «Чак против Бо» «Chuck Versus Bo»                                 | Джеремайя Чечик      | Кристин Ньюман                 | 13 января 2012  | 3X6760      | 3,17                |
| 89      | 11         | «Чак против Скоростного поезда» «Chuck Versus the Bullet Train»   | Базз Фитшанс IV      | Николас Уоттон                 | 20 января 2012  | 3X6761      | 3,82                |
| 90      | 12         | «Чак против Сары» «Chuck Versus Sarah»                            | Джей Чандрашекхар    | Рэйф Дженкинс и Лорен ЛеФранк  | 27 января 2012  | 3X6762      | 4,10                |
| 91      | 13         | «Чак против Прощания» «Chuck Versus the Goodbye»                  | Роберт Данкан МакНил | Крис Федак                     | 27 января 2012  | 3X6763      | 4,31                |

## Онлайн спин-оффы

### Чак против Веб-эпизодов
| № | Название                                                                | Дата премьеры   |
| - | ----------------------------------------------------------------------- | --------------- |
| 1 | «Buy More #15: Employee Health» «Купи больше №15: Здоровье сотрудников» | 6 октября 2008  |
| 2 | «Buy More #17: Leadership» «Купи больше №17: Руководство»               | 13 октября 2008 |
| 3 | «Buy More #7: Customer Service» «Купи больше №7: Обслуживание клиентов» | 20 октября 2008 |
| 4 | «Buy More #24: Youth Marketing» «Купи больше №24: Молодёжный маркетинг» | 27 октября 2008 |
| 5 | «Buy More #14: Work Ethic» «Купи больше №14: Трудовая этика»            | 3 ноября 2008   |

### Встречайте сотрудников «Купи больше»
| № | Название                                                                            |
| - | ----------------------------------------------------------------------------------- |
| 1 | «Nerd Herd Reviews: «Heroes» DVD» «Отзыв «Купи больше»: DVD «Герои»                 |
| 2 | «Anna's Sword Skills» «Навыки фехтования Анны»                                      |
| 3 | «Nerd Herd Reviews: Romantic Comedies» «Отзыв «Купи больше»: Романтические комедии» |
| 4 | «Nerd Herd Reviews: Avril Lavigne» «Отзыв «Купи больше»: Аврил Лавин»               |
| 5 | «Anna's Mad Skillz» «Сумасшедшие умения Анны»                                       |
| 6 | «Meet Jeff» «Встречайте Джеффа»                                                     |

### Влог Моргана
| № | Название                                                            |
| - | ------------------------------------------------------------------- |
| 1 | «Make a Movie End a Lot Quicker, Ep. 1» «Смотрим фильм быстрее - 1» |
| 2 | «Make a Movie End a Lot Quicker, Ep. 2» «Смотрим фильм быстрее - 2» |
| 3 | «Make a Movie End a Lot Quicker, Ep. 3» «Смотрим фильм быстрее - 3» |
| 4 | «Movie Villains» «Киношные злодеи»                                  |

### Чак представляет — Купи больше: История Джеффа и Лестера
| №                                                                                     | Название   |
| ------------------------------------------------------------------------------------- | ---------- |
| 1                                                                                     | «Эпизод 1» |
| Джефф и Лестер привыкают жить в диких условиях.                                       |            |
| 2                                                                                     | «Эпизод 2» |
| Джефф и Лестер приезжают в «Купи больше» в Энсино на релиз игры Halo: Reach.          |            |
| 3                                                                                     | «Эпизод 3» |
| Джефф и Лестер вместе с Большим Майком разрабатывают план как добыть игру.            |            |
| 4                                                                                     | «Эпизод 4» |
| Джефф, Лестер и Большой Майк проникают в «Купи больше» в Энсино.                      |            |
| 5                                                                                     | «Эпизод 5» |
| Джефф, Лестер и Большой Майк совершают последнюю попытку заполучить игру Halo: Reach. |            |

### Комментарии
1. ↑  Эпизод «Чак против 3D» в оригинале был показан в 3D, что перекликается с названием эпизода. Была использована технология ColorCode 3-D, как и в некоторых рекламных роликах в Супербоул XLIII.
2. ↑  Эпизод «Чак против Пригорода» должен был быть показан после эпизода «Чак против Лучшего друга». Изменения были сделаны из-за трансляции президентской речи Барака Обамы, и так как в «Пригороде» присутствует романтическая тема, серия была показана на неделе, на которую попал День Святого Валентина.